# Parabole de l'économe fidèle et avisé

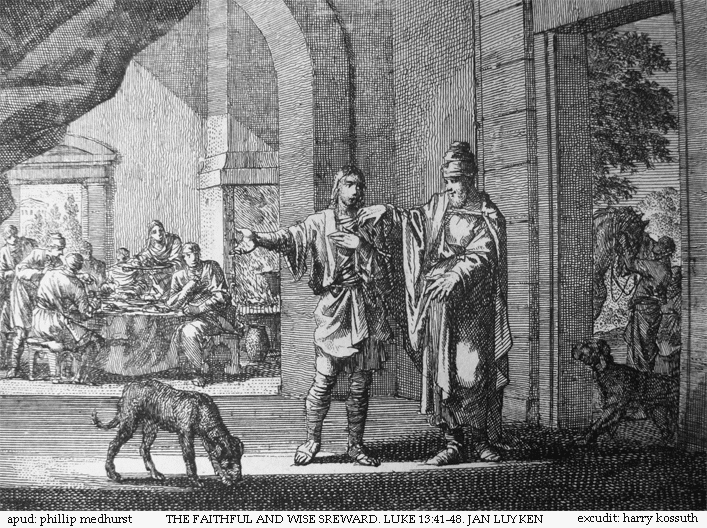
Gravure de Jan Luyken sur cette parabole, issue de la Bible Bowyer.

L’Économe fidèle et avisé est une parabole de l'Évangile de Jésus Christ selon saint Luc, que l'on retrouve aussi chez saint Matthieu. Elle est l'image de la confiance rendue, du respect, de la fidélité et de la prudence. Par ces valeurs éthiques, elle se rapproche des vertus cardinales et des vertus théologales. 

## Texte
Évangile selon Luc, chapitre 12, versets 42 à 48 :
« Et le Seigneur dit : Quel est donc l'économe fidèle et prudent que le maître établira sur ses gens, pour leur donner la nourriture au temps convenable ? Heureux ce serviteur, que son maître, à son arrivée, trouvera faisant ainsi ! Je vous le dis en vérité, il l'établira sur tous ses biens. Mais, si ce serviteur dit en lui-même : Mon maître tarde à venir ; s'il se met à battre les serviteurs et les servantes, à manger, à boire et à s'enivrer, le maître de ce serviteur viendra le jour où il ne s'y attend pas et à l'heure qu'il ne connaît pas, il le mettra en pièces, et lui donnera sa part avec les infidèles. Le serviteur qui, ayant connu la volonté de son maître, n'a rien préparé et n'a pas agi selon sa volonté, sera battu d'un grand nombre de coups. Mais celui qui, ne l'ayant pas connue, a fait des choses dignes de châtiment, sera battu de peu de coups. On demandera beaucoup à qui l'on a beaucoup donné, et on exigera davantage de celui à qui l'on a beaucoup confié. »
Traduction d'après la Bible Louis Segond.

## Interprétation
Pour le docteur de l'Église Jean Chrysostome, l'économe fidèle est celui qui sait dispenser avec générosité la parole divine et les miracles tels les pasteurs de l'Église. Jean Chrysostome, dans son étude de l'Évangile selon saint Matthieu, dit que le titre d'économe fait aussi référence aux puissants du monde, aux rois qui doivent aider les peuples. Le saint rappelle que nous ne sommes que des dispensateurs des richesses spirituelles et matérielles, et non les véritables propriétaires. L'archevêque dit aussi que la punition pend au nez de l'avare.